# Multifunktionsradar

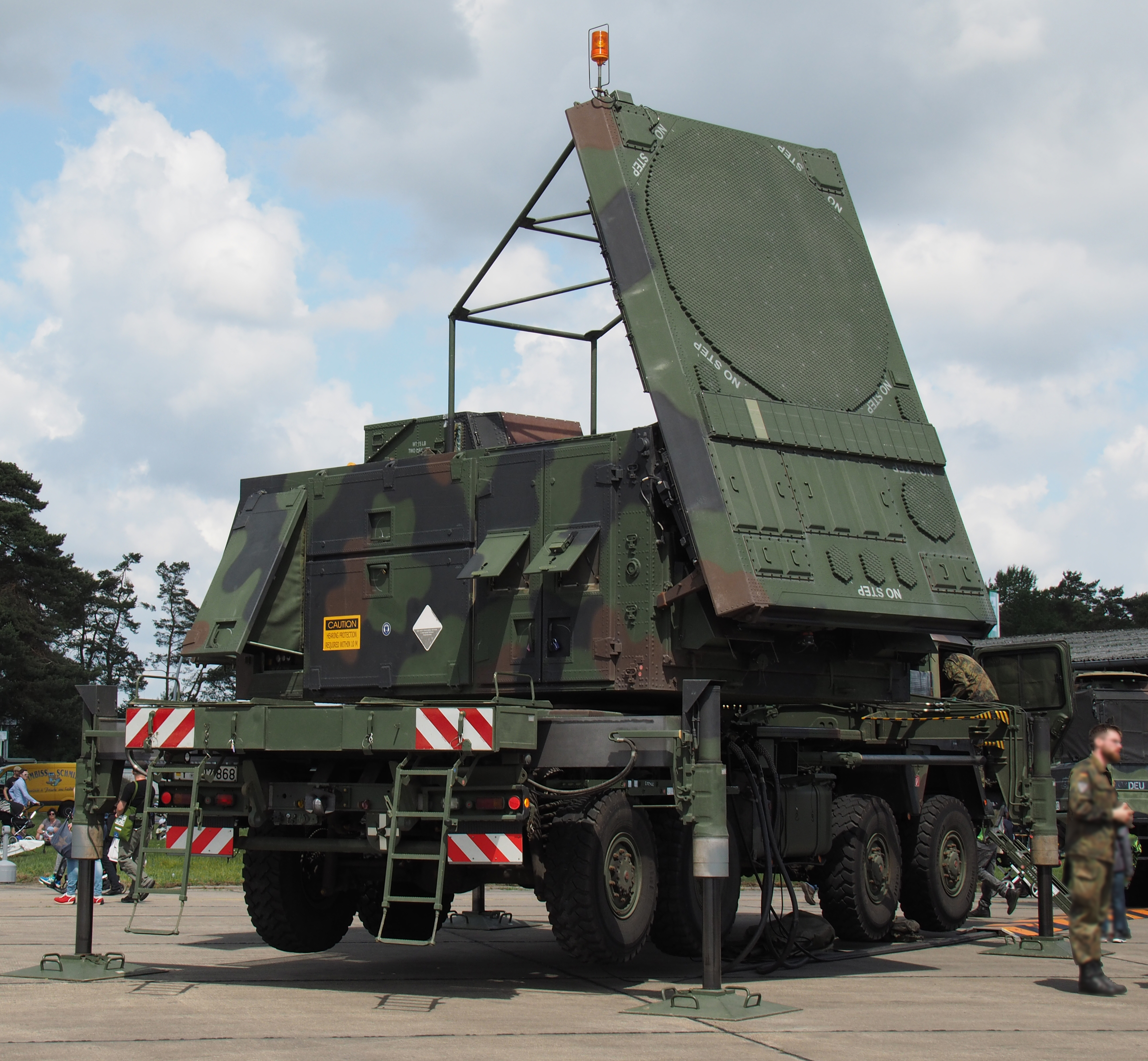
Das AN/MPQ-53 Multifunktions-Radargerät der Bundeswehr zum MIM-104 Patriot Mittelstrecken-Flugabwehrraketen-System

Unter dem Begriff Multifunktionsradargeräte (MFR, englisch multi-function radar) werden moderne Radargeräte militärischer Verwendung zusammengefasst. Sie verfügen über mehrere Möglichkeiten der Auffassung, der Begleitung von Zielen und der aktiven Waffenleitung.
Multifunktionsradargeräte verfügen immer über  aktive Phased-Array-Antennen (AESA) und ermöglichen modernen Waffensystemen, auf massive Luftangriffe mit Geschossen oder Raketen mit sehr kleinen effektiven Reflexionsflächen in einer Umgebung mit erheblicher Störleistung zu reagieren. Solche MFRs müssen mit einer großen Anzahl von Feuerleitkanälen ausgestattet sein, die ein gleichzeitiges Begleiten von sowohl feindlichen als auch verteidigenden Geschossen ermöglichen sowie Kurskommandos für Abwehrraketen erarbeiten.
Multifunktionsradargeräte müssen folgende Funktionen sicherstellen:
- eine Weitbereichsradarüberwachung um das zu verteidigende Objekt;
- die Bereitstellung von dreidimensionalen Raumkoordinaten:
  - Radardaten mit schneller Datenfolge für tieffliegende Ziele;
  - Radardaten mit hoher Auflösung (zum Erkennen der Anzahl von Flugzeugen in einem Zielzeichen);
  - bei gleichzeitiger Zielverfolgung einer großen Anzahl von Zielen.
- MFR haben standardisierte Schnittstellen zur Datenübermittlung an andere Systeme (Waffensysteme, Navigationssysteme).

## Beispiele
- APAR
- AN/SPY-1
- SAMPSON